# Yi’an
Der Kreis Yi’an (chinesisch 依安縣 / 依安县, Pinyin Yī’ān Xiàn) ist ein Kreis der bezirksfreien Stadt Qiqihar in der Provinz Heilongjiang. Er hat eine Fläche von 3.680 km² und zählt 353.872 Einwohner (Stand: Zensus 2020).

## Administrative Gliederung
Auf Gemeindeebene setzt sich Yi’an aus fünf Großgemeinden, zehn Gemeinden, einer Staatsfarm und einer staatlichen Pferdefarm zusammen (2009). Diese sind:
- Großgemeinde Yi’an (依安镇), Hauptort und Sitz der Kreisregierung;
- Großgemeinde Sanxing (三兴镇);
- Großgemeinde Shuangyang (双阳镇);
- Großgemeinde Yilong (依龙镇);
- Großgemeinde Zhongxin (中心镇);
- Gemeinde Furao (富饶乡);
- Gemeinde Hongxing (红星乡);
- Gemeinde Jiefang (解放乡);
- Gemeinde Shangyou (上游乡);
- Gemeinde Taidong (太东乡);
- Gemeinde Xianfeng (先锋乡);
- Gemeinde Xinfa (新发乡);
- Gemeinde Xintun (新屯乡);
- Gemeinde Xinxing (新兴乡);
- Gemeinde Yangchun (阳春乡);
- Staatsfarm Yi’an (依安农场);
- Staatliche Pferdefarm Hongqi (红旗马场).